# Діно Олів'єрі
Діно Олів'єрі (5 грудня 1905, Сенігаллія — 24 січня 1963, Мілан) — італійський композитор легкої музики, диригент оркестру.

## Біографія
Вивчав фортепіано, гармонію та композицію в Музичній консерваторії Дж. Россіні в Пезаро. Розпочав свою творчу кар'єру в середині 1930-х років, займаючись аранжуванням та оркестровкою для різних артистів (деякі з них отримали відомість завдяки його творам --наприклад, Лучано Вірджілі). Почав складати пісні самостійно та для театральної компанії «Il Pescicloccio», відомої своїми ігровими творами про морських тварин.
Здобув світову відомість як автор написаного 1936 року музичного стандарту Tornerai (Ти повернешся) на слова Ніно Растеллі у виконанні Тріо Лескано. Також мала успіх французька версія пісні під назвою J'attendrai (Я буду чекати), яку в 1938 році виконала італійська артистка з Сарцани Чезаріна Пікетто, відома у Франції під псевдонімом Ріна Кетті). Потім пісня потрапила до списку «вічнозелених», увійшовши до репертуару кількох виконавців, таких як Тіно Россі, Бінг Кросбі, Даліда, Френк Сінатра та Жан Саблон.
Під час Другої світової війни популярністю на фронті користувався його марш-фокстрот Adua (автором слів був також Ніно Растеллі), написаний у зв'язку з Другою італо-ефіопською війною 1935 р. як «помстою» за поразку у битві при Адуа 1896 року. Наприклад, він звучить у випуску Die deutsche Wochenschau від 17 липня 1941 р. у сюжеті про німецькі війська в Україні.
1947 р. написав журливу пісню про Україну O verde Ucraina, o dolce Ucraina!
У період з 1950-х до 1960-х років написав ще багато популярних мелодій, його музику часто виконували на фестивалі в Сан-Ремо.
Десять років був оркестровим та художнім керівником колективу Voce del Padrone.
Помер у Мілані і був похований на міському цвинтарі Чимітеро Маджоре; пізніше його останки помістили у колумбарій.

## Музика для кіно
Нижче — перелік фільмів, для яких він писав саундтреки:
- Для самотніх чоловіків (1938, Grazie/Дякую)
- Любов не сліпа (1950, Volvere/Повернутися)
- Друга жінка (1953, J'Attendrai/Я буду чекати)
- Королівська зброя (1954, Au Revoir/До побачення)
- Сімка слави (1968, Tornerai/Ти повернешся)
- Така красунечка, як я (1972, J'attendrai/Я буду чекати)
- Сімнадцять миттєвостей весни (1973, J'attendrai/Я буду чекати)
- Підводний човен (1981, J'attendrai/Я буду чекати)
- Хороший рік (2006, J'attendrai/Я буду чекати)
- 13 троянд (2007, J'attendrai/Я буду чекати)